# کریم روانی
کریم روانی (انگلیسی: Karim Rouani؛ زادهٔ ۸ مارس ۱۹۸۲) بازیکن فوتبال اهل فرانسه است.
از باشگاه‌هایی که در آن بازی کرده‌است می‌توان به گروه ورزشی شاوش، باشگاه فوتبال بوداپست هونود، باشگاه فوتبال پراک، باشگاه فوتبال المپیک اسفی، و باشگاه فوتبال پلیس ترو اشاره کرد.